# مارتينا كول
مارتينا كول (بالإنجليزية: Martina Cole)‏ (30 مارس 1959، أفيلاي في المملكة المتحدة)؛ مقدمة تلفزيونية، سيدة أعمال، كاتِبة وروائية بريطانية.

## روابط خارجية
- مارتينا كول على موقع IMDb (الإنجليزية)
- مارتينا كول على موقع قاعدة بيانات الفيلم (الإنجليزية)